# Malachie Manaouda

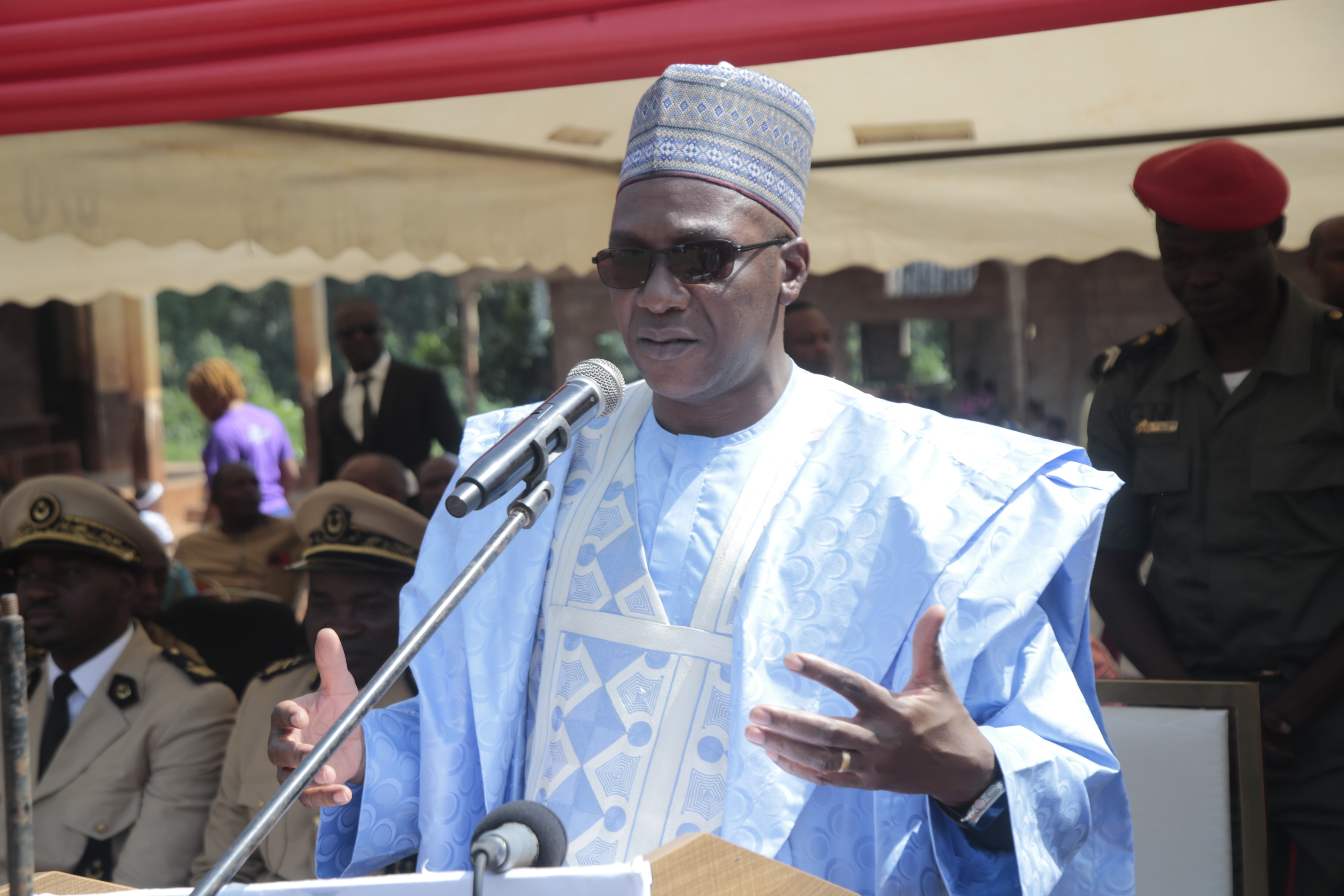
Le Dr Manaouda Malachie en janvier 2024

Manaouda Malachie, né en 1973 à Mokolo (Cameroun), est un haut fonctionnaire et homme politique camerounais. Il est ministre de la Santé publique depuis le 4 janvier 2019.

## Biographie

### Enfance et Débuts
Malachie Manaouda est né en 1973 à Mokolo dans le département du Mayo-Tsanaga dans la région de l'Extrême-Nord.
Il a fréquenté au centre canadien de recherche et d'appui à la gouvernance des organisations publiques (CCRAGOP),.
Il est marié et père de  4 enfants

### Carrière
Il est de septembre 2012 jusqu’en juillet 2018, secrétaire général du ministère de l'Eau et de l'Énergie ; d’août 2010 à septembre 2012, Manaouda est Secrétaire général du ministère des Arts et de la Culture; octobre 2003 jusqu’au 31 aout 2010, il est attaché chargé des affaires organiques à la présidence de la république du Cameroun.
Depuis 2019, il est ministre de la Santé publique dans le gouvernement Philémon Yang
En octobre 2020, il sort son premier ouvrage, Solidarité internationale et devoir de paix, un essai sur les crises conflictuelles en Afrique et les solutions pour préserver la paix,.
En octobre 2023, il publie son second ouvrage Les 200 Plus Belles Citations De Paul Biya.

## Controversés et critiques
il a été cité en 2021 dans des affaires de corruption dans la gestions des fonds Covid-19 et du riz orca.

## Ouvrages
- Solidarité Internationale et devoir de paix, Éditions Tropiques, Yaoundé, 2020, 430 pages.
- Les 200 Plus Belles Citations De Paul Biya, 2023.

## Distinctions
- Commandeur de l'ordre pro Merito Melitensi (2024)[7]